# Urgleptes gahani
Urgleptes gahani är en skalbaggsart som beskrevs av Fortuné Chalumeau 1983. Urgleptes gahani ingår i släktet Urgleptes och familjen långhorningar. Inga underarter finns listade i Catalogue of Life.